# Ascia da battaglia
Un'ascia da battaglia è una scure espressamente progettata per un utilizzo bellico e non lavorativo. Questo tipo di arma, in uso fin dal Paleolitico, poteva essere ad una o due mani. Il peso poteva variare tra gli 0,5 ed i 3 kg e le dimensioni tra i 60 cm e gli 1,5 metri (v. ascia danese). Armi simili all'ascia da battaglia ma di dimensioni maggiori, come la bardola, rientrano nel novero delle armi inastate.

## Storia
Nel corso della storia dell'umanità, diversi attrezzi agricoli o da lavoro sono stati all'occorrenza utilizzati come armi. La scure, diffusa in tutte le culture fin dall'Età della Pietra (asce e scuri in selce sono forse i più antichi strumenti mai realizzati), fu uno dei primi attrezzi ad essere interessato da questo fenomeno. Nel corso di questo processo evolutivo dall'attrezzo all'arma, processo che portò allo sviluppo di armi altamente raffinate come la scure da lancio (v. francisca) e la scure d'arcione espressamente progettata per le forze di cavalleria, si originarono forme ibride, utilizzabili sia a fini lavorativi che a fini bellici. L'ascia da battaglia, molto più economica e facile da fabbricare di una spada fu sempre arma diffusissima tra le popolazioni tecnologicamente poco evolute o tra le classi sociali più povere. Senza contare che un'ascia richiede molto minore addestramento e chiunque, nelle civiltà antiche, era abituato a servirsene. Inoltre era reperibile dovunque, e in un combattimento ravvicinato o una mischia, anche se non era altrettanto versatile di una spada, era pur sempre molto efficace.
Nell'immaginario popolare dei paesi occidentali, le asce da battaglia sono associate ai Vichinghi. Questi guerrieri e marinai scandinavi fecero certamente largo uso delle asce da battaglia nei secoli delle loro scorrerie in Europa e nell'Atlantico (VIII-XI secolo), producendone svariate tipologie: asce da lancio, asce "barbute" con l'estremità inferiore della testa allungata per garantire maggior peso al colpo (berdica) e asce "uncinate" per agganciare il bordo dello scudo avversario e strapparlo, lasciando il bersaglio scoperto per il successivo colpo di ritorno (v. Armi ed armature in epoca vichinga).

### Origini
Stando ai ritrovamenti archeologici, l'uso dell'ascia a fini bellici in Europa risale almeno al periodo Mesolitico (circa 6000 a.C.). Gli scontri tra le popolazioni europee nel Neolitico intensificarono il processo di evoluzione tecnologica dell'ascia da battaglia mentre, nel contempo, l'arma stessa diveniva simbolo di potere ed autorità. Con l'avvento dei metalli, le asce iniziarono ad essere realizzate in rame e bronzo. È noto infatti che una delle asce in rame più antiche mai rinvenute faceva parte del corredo della Mummia del Similaun, datata circa al 3200 a.C.
Le prime asce da battaglia di bronzo ormai evolute, con incavo per l'impugnatura e non più da incastrare in esso, apparvero nell'Antica Cina e nell'Antico Regno dell'Antico Egitto, già distinte in armi vere e proprie ed armi di rappresentanza, simboliche, riccamente decorate:
- I guerrieri della Dinastia Shang disponevano, oltre che delle normali asce da guerra, anche di armi ibride tra la lancia e l'ascia: il yuè, sorta di azza, ed il gē (ascia-daga), un'ascia inastata dalla testa molto puntuta;
- Arma d'ordinanza dei fanti egiziani durante l'Antico Regno, l'ascia da battaglia venne sostituita, durante il Nuovo Regno, dal khopesh, un'arma ibrida, assommante caratteristiche dell'ascia, della spada e della falce.

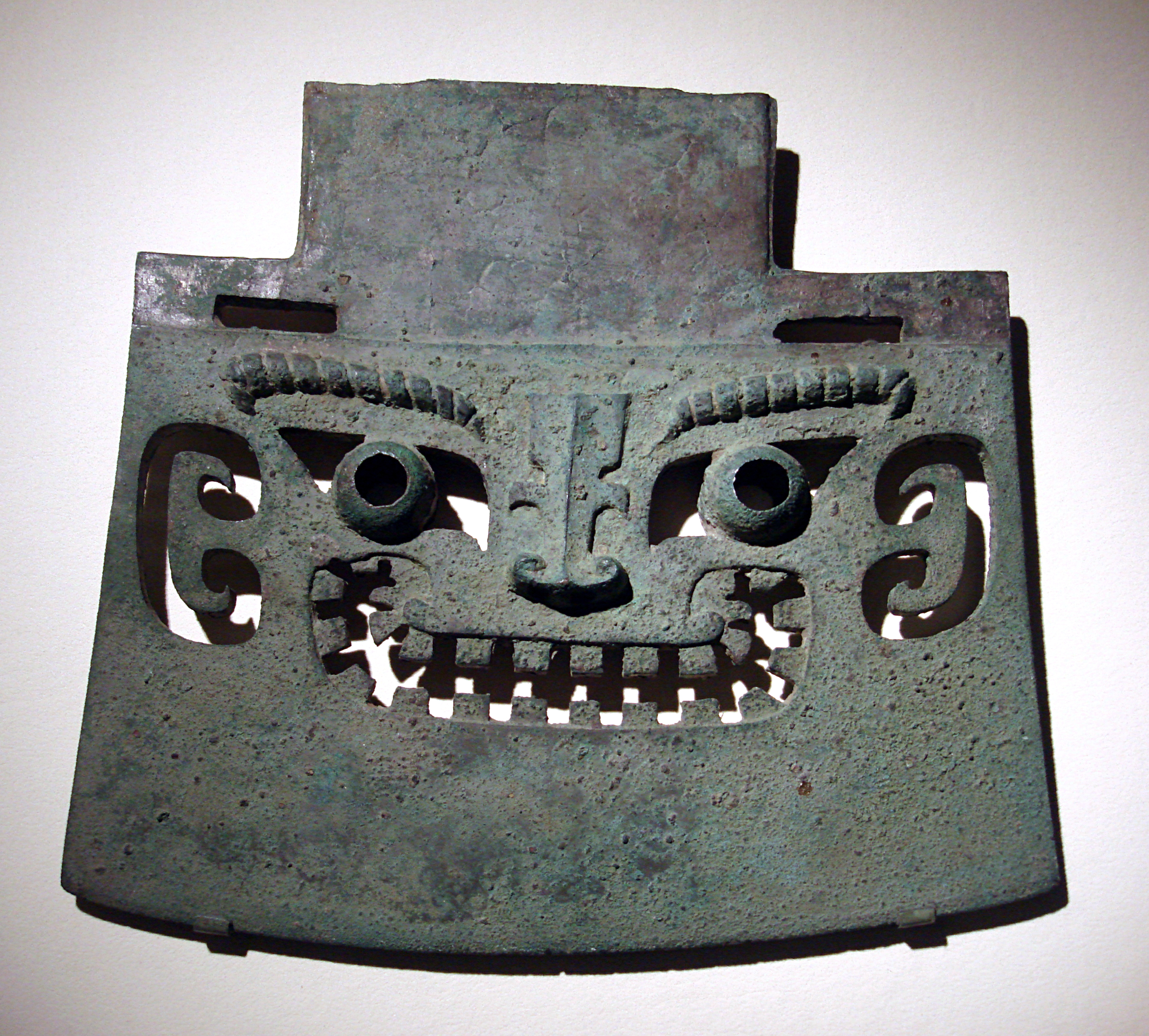
Ascia da battaglia decorata dell'epoca Shang
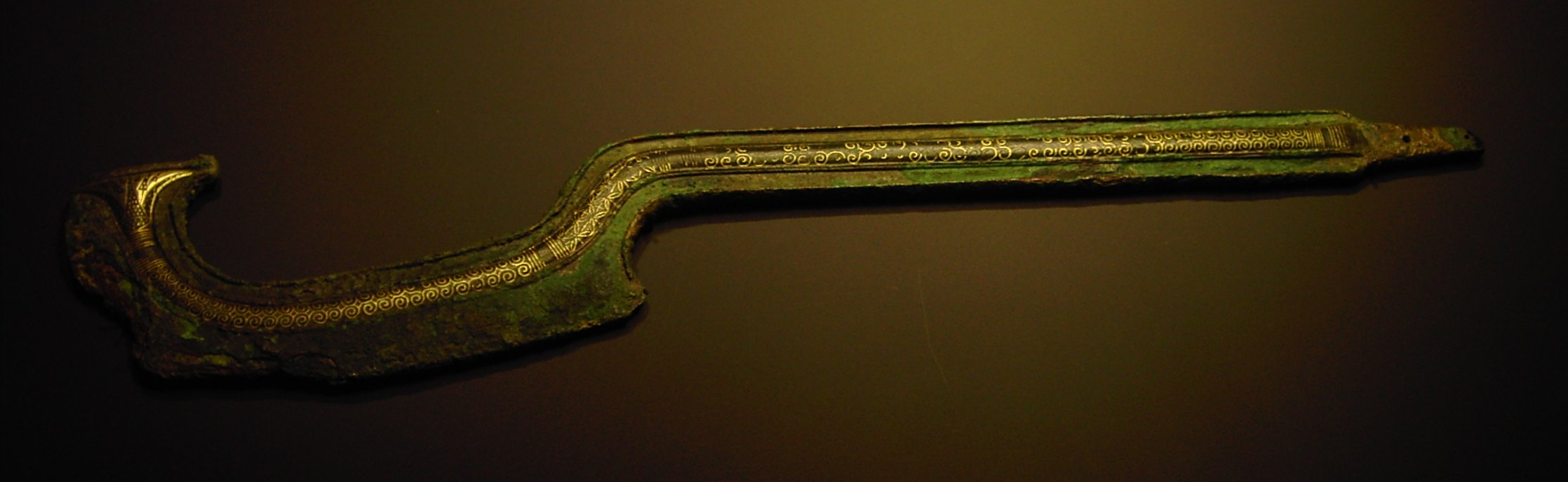
Khopesh del XVIII secolo a.C.

### Europa

#### Età Antica

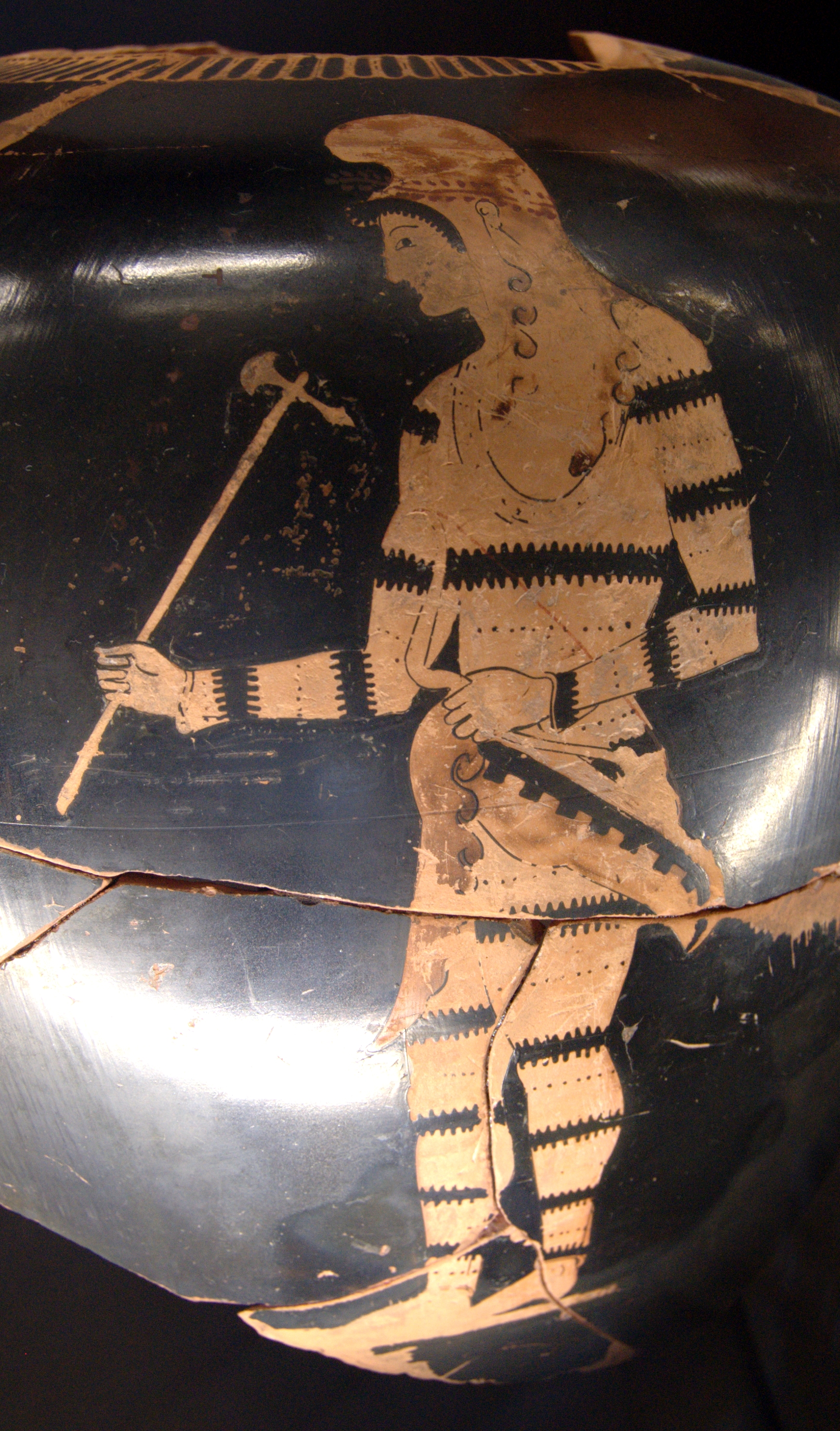
Cavaliere scita armato di sagaris

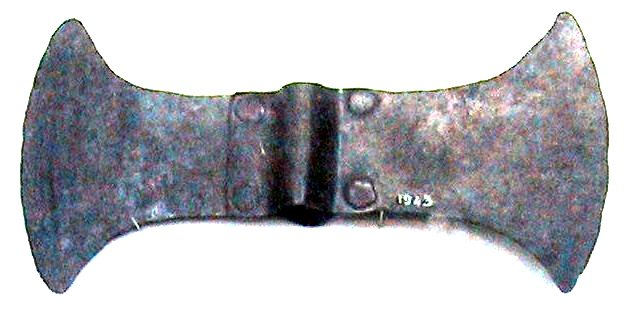
Ascia bipenne cretese in bronzo

Nel bacino orientale del Mediterraneo, la cultura micenea diffonde la labrys, ascia bipenne simbolo del fulmine divino e del potere reale, ma la successiva evoluzione bellica dell'Antica Grecia mette da parte le asce in favore della spada e della lancia: l'ascia da battaglia è infatti completamente assente dalla panoplia dell'oplita, né, per contro, l'uso dell'ascia poteva essere compatibile con lo stile di combattimento della falange oplitica.
Nella cultura greca il simbolo dell'ascia da battaglia si lega intrinsecamente con le popolazioni nomadi delle steppe orientali, siano esse vere (Sciti, Medi etc.) o fittizie (Amazzoni), i cui cavalieri usavano servirsi della sagaris, sorta di archetipo della scure d'arcione.
Durante l'Età del Ferro l'uso dell'ascia da battaglia a scopi pratici andò però scomparendo dall'areale mediterraneo. Se infatti, presso gli antichi romani, i fasci littori ornati da lame di scure mantennero un potentissimo significato simbolico, mancava invece completamente dall'equipaggiamento del legionario romano, munito invece di ascia e scure come strumenti lavorativi (la famosa dolabra), l'ascia da guerra propriamente detta. Occorre dire che nella dottrina di combattimento legionaria (ordine chiuso e manipolare) un'arma da mischia come l'ascia da guerra non poteva in effetti trovare applicazione pratica.

#### Medioevo
L'insediamento, nelle terre del vecchio Impero Romano d'Occidente, di popolazioni germaniche (v. Invasioni barbariche del V e VI secolo), diffuse in modo massiccio l'uso dell'ascia da battaglia in Europa. Popolazioni germaniche come i Franchi o i Sassoni legarono indissolubilmente il loro nome all'uso di tali armi: i Franchi erano appunto noti per l'uso della francisca, una scure da lancio portata in combattimento dal fantaccino in supporto alla scure da guerra o alla lancia, mentre i Sassoni diffusero nell'areale baltico-scandinavo il prototipo di ascia poi diffuso dai Vichinghi. Nelle province più orientali del vecchio impero, le genti degli Ostrogoti e dei Visigoti, tramite il contatto con popolazioni ugro-finniche come gli Unni, fusero il modello della scure da guerra germanica con la scure d'arcione tipica in uso ai cavalieri della steppa. Ancora una volta, era lo stile di combattimento a indirizzare i guerrieri verso tali armi: le popolazioni germaniche in realtà conoscevano bene le tattiche a ordine chiuso e le formazioni serrate, ma nella loro cultura lo scontro doveva avvenire corpo a corpo, dove le lance e i giavellotti non erano più utili e asce e spade erano le armi più efficaci. Il costo molto maggiore delle spade lasciava la gran parte dei guerrieri barbarici armati delle molto più economiche asce, cosa peraltro confermata dai ritrovamenti archeologici di quel periodo: le teste di ascia sono di gran lunga più frequenti.

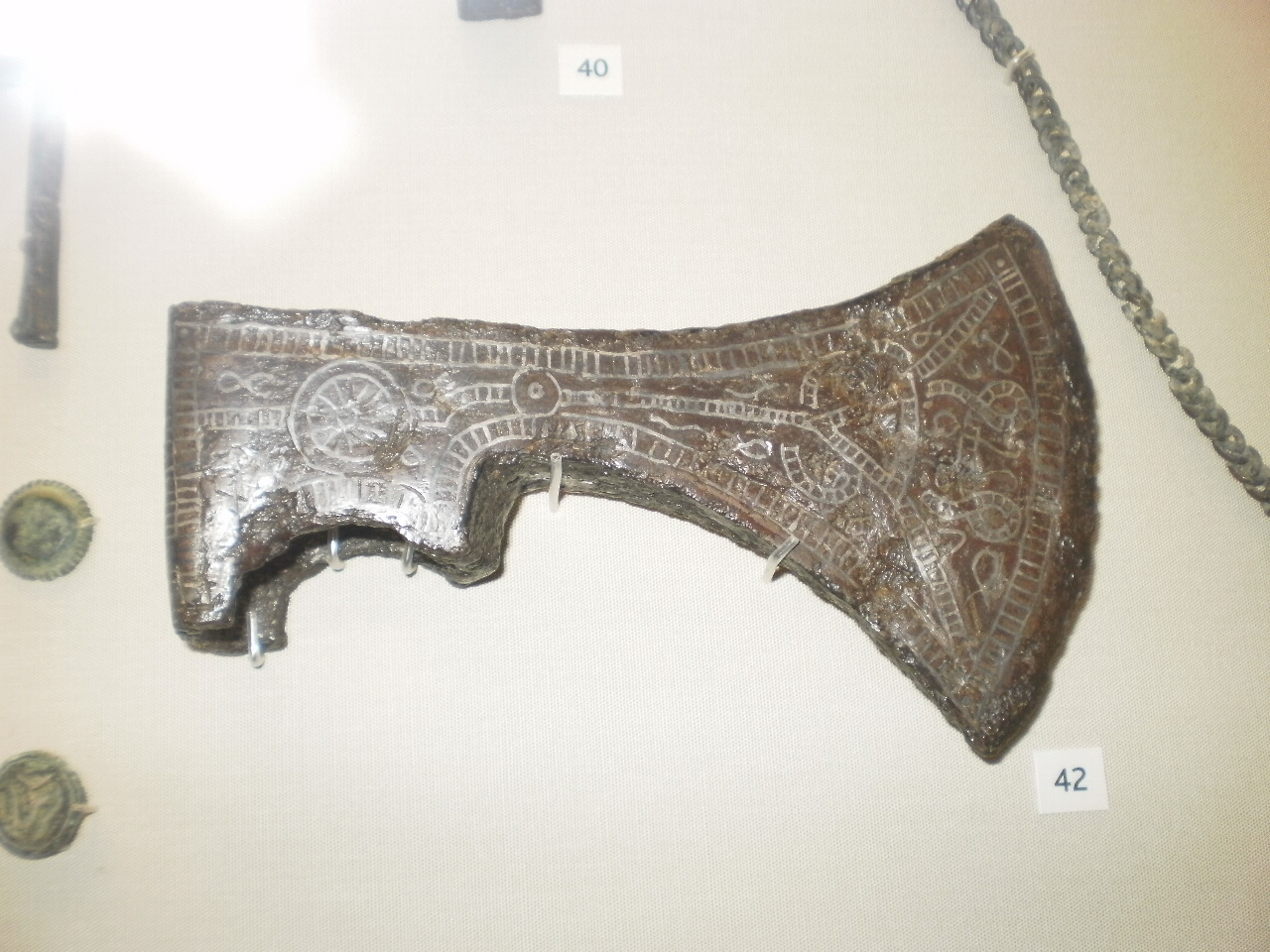
Ascia da battaglia vichinga.

Tutte queste armi, prodotte in ambiente romano-barbarico, erano spesso decorate. Incisioni runiche, fitoformi o zoomorfe, in alcuni casi impreziosite da tarsie in oro, ornavano le guance delle scuri da guerra, ribadendo l'importanza data dalla società di provenienza al portatore dell'arma.
Ancora all'epoca di Carlo Magno, quando la cavalleria pesante muoveva i primi passi della sua affermazione a corpo militare risolutivo nel decidere l'esito delle battaglie, l'ascia da battaglia era ancora parte integrante della panoplia del guerriero. I successivi scontri tra le popolazioni germaniche stanziate nelle terre romane ed i germani ancora barbari della Scandinavia (v. Epoca vichinga), ridiffusero in modo massiccio in Europa l'uso della scure in combattimento, in tutte le varianti sviluppate dai razziatori vichinghi.
Fu solo a partire dall'Anno Mille, quando l'evoluzione metallurgica europea sviluppò l'archetipo definitivo della spada lunga, che l'uso dell'ascia da battaglia, soprattutto da parte dei soldati a cavallo, i milites per antonomasia, iniziò a decadere. L'ascia restò arma di predilezione delle classi sociali meno abbienti (i laboratores) per tutto il periodo medievale mentre alcuni esempi illustri testimoniarono il suo saltuario uso da parte dei grandi cavalieri: Riccardo Cuor di Leone usò un'ascia durante gli scontri a Jaffa nella terza crociata (1192) e Robert Bruce durante la Battaglia di Bannockburn (1314).
Proprio perché così legata all'uso bellico delle classi meno abbienti, il modello dell'ascia contribuì enormemente allo sviluppo di alcune tipologie di arma inastata che godettero di particolare successo durante il medioevo europeo: l'alabarda e la bardola, anche nota come scure da fante. Un'altra arma inastata, diffusissima nei paesi scandinavi e baltici, la berdica si costituisce poi quale diretta evoluzione della scure danese.
A partire dal XV secolo l'ascia, nello specifico la scure d'arcione, tornò in uso alla cavalleria europea. Più che al contatto con le genti turche nei Balcani e negli Stati crociati, dedite all'uso della scure d'arcione come tutte le popolazioni nomadi euro-asiatiche, il ritorno dell'ascia da battaglia sugli arcioni dei cavalieri fu nuovamente dovuto agli sviluppi della metallurgia europea. Le corazze a piastre pesanti che ormai fasciavano il corpo del guerriero a cavallo avevano vanificato l'uso della spada lunga quale arma risolutiva nello scontro. Spinti dalla necessità di ottenere armi con maggiore potenza d'impatto, gli armaioli europei ridisegnarono armi rudimentali come la mazza e l'ascia ottenendo il modello definitivo della mazza d'armi a coste, del martello d'armi e dell'ascia d'armi. La nuova generazione di scuri d'arcione presenta lama a mezzaluna, becco di piccone sul retro della gorbia e cuspide verticale. Le innovazioni sviluppate per le scuri d'arcione passarono poi alle scuri in uso alla fanteria, irrobustite ed appesantite per permettere uno scontro alla pari con un cavaliere appiedato.

#### Età Moderna
L'uso sempre più massiccio delle armi inastate e delle prime armi da fuoco (archibugio, petrinale, pistola a ruota etc.) spinse le forze di fanteria e di cavalleria dell'Europa occidentale ad abbandonare sistematicamente l'uso dell'ascia da battaglia durante il XVI secolo. In Europa Orientale, dove gli scontri campali finivano quasi sempre con il vedere contrapposti numerosi schieramenti di cavalleria, la scure d'arcione, tanto quanto la mazza d'arme o il picco da guerra, continuò ad essere utilizzata per tutto il XVII secolo. A ciò si deve aggiungere l'altissimo valore simbolico e culturale della scure militare per le popolazioni slave e magiare, dove tali armi erano anche un importante oggetto di "status-symbol", tanto che ancora per molto tempo dopo (XIX secolo) asce e mazze figuravano negli accessori delle uniformi, sebbene riservate alle cerimonie o alle parate militari.
Vale la pena menzionare l'uso fatto ancora nella Prima Guerra Mondiale delle tradizionali asce da guerra ungheresi (fokos balta) da parte delle truppe dell'esercito reale ungherese (Honvéd) in servizio nelle forze armate austro-ungariche, specialmente nelle incursioni nelle trincee.

### Asia

#### Asia centrale e Subcontinente indiano

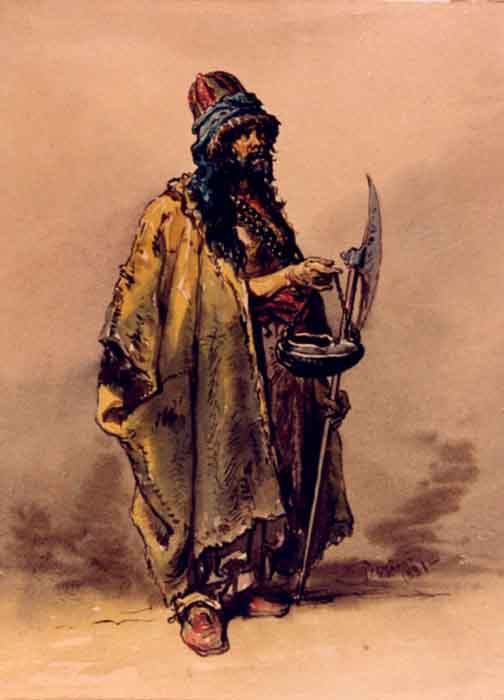
Derviscio con tabarzin.

Le grandi civiltà dell'Asia Centrale e del subcontinente indiano, soggette alle medesime correnti migratorie che interessarono le propaggini orientali dell'Europa, svilupparono modelli di ascia da fante e da cavaliere grosso modo assimilabili a quelli occidentali.
In India la tradizione di un uso marziale codificato per la scure è antichissimo. L'ascia da battaglia farasa (dal sanscrito paraṣu) viene fatta risalire alla figura divina di Parashurama, sesto avatar di Visnù. Si tratta di un'arma solitamente a lama singola, in forma di mezzaluna di notevoli dimensioni, con manico in legno o bambù lungo tre-quattro piedi.
Interessante anche il tabarzin (تبرزین), l'ascia da battaglia della Persia (Iran). Il vocabolo indica in realtà una tipologia di armi: asce con lama a forma di mezzaluna, a volte bipenni, con manico lungo sei piedi o tre, interamente realizzato in metallo, molto sottile. Il tabarzin finì con il rivestire anche un ruolo simbolico, divenendo attributo dei dervisci musulmani. A partire dal XVI secolo, l'egemonia culturale dell'Impero ottomano sulle terre dell'Asia centrale fece del vocabolo tabar (ascia), da tabarzin, il termine in uso per indicare la scure d'arcione tra le file della cavalleria turca, afgana, indiana e pakistana.

#### Sud-Est asiatico

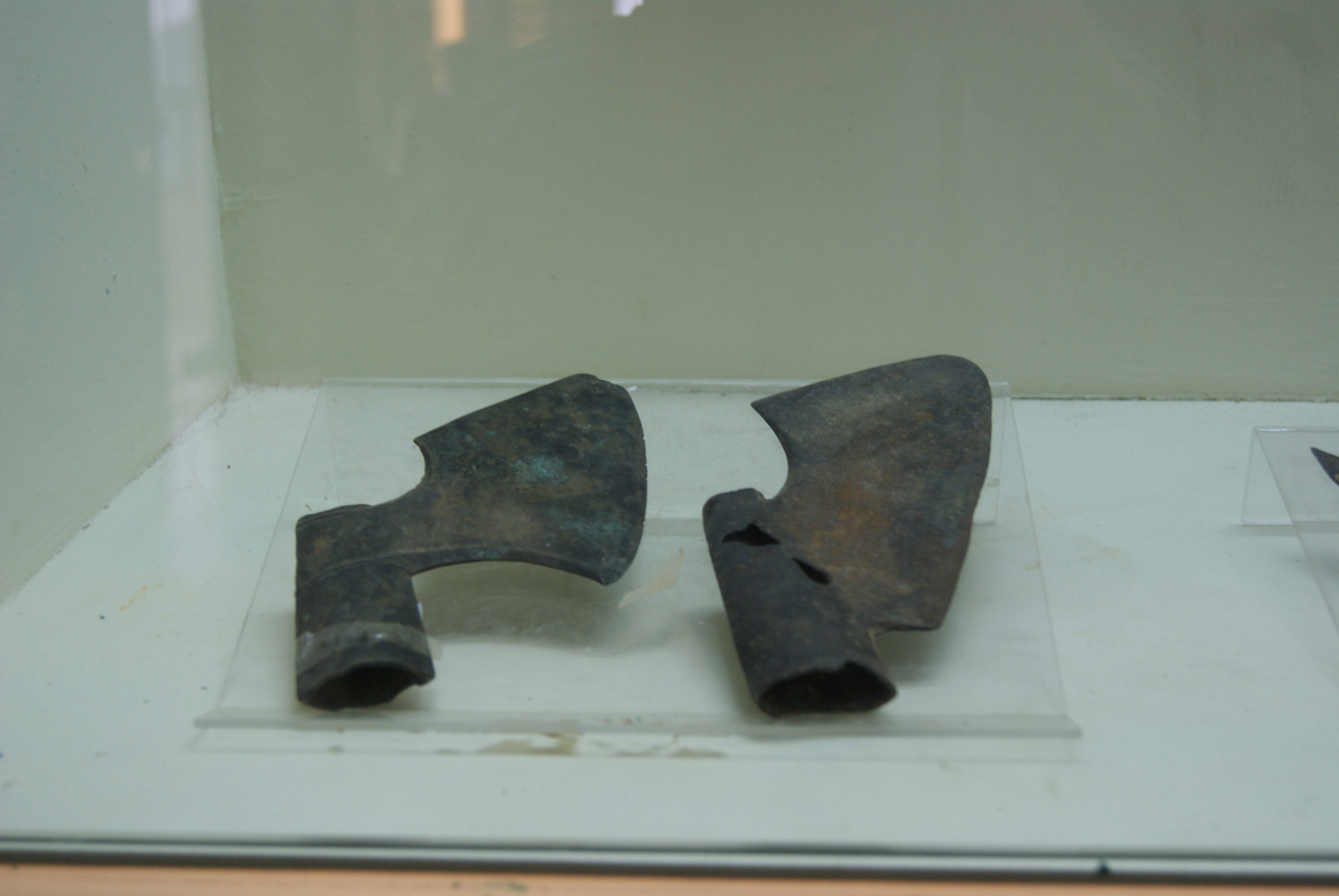
Asce della cultura Dong Son

Presso le civiltà sviluppatesi nelle regioni dominate dalla foresta pluviale, l'ascia è diffusissima sia come attrezzo che come arma o simbolo. La cultura di Dong Son, originatasi nell'attuale Vietnam, abbondava di asce in bronzo. Nello Sri Lanka venne sviluppata la Keteriya, ascia da battaglia ad una mano oggi simbolo del Reggimento Gajaba dell'esercito nazionale.

#### Giappone
Allo stato attuale delle ricerca, l'ascia da battaglia figurò molto raramente negli arsenali dei samurai. Le poche testimonianze relative all'uso della ono, termine che in lingua giapponese vale sia per l'ascia da lavoro che per l'arma vera e propria, sono legate alla figura dei sōhei, i monaci-guerrieri buddisti poi eliminati dallo Shogunato.

## Costruzione ed utilizzo
Rispetto alla scure, ideata per abbattere alberi, l'ascia da battaglia, destinata a colpire le braccia o le gambe dell'avversario, ha testa metallica più leggera e ricurva. L'arma, a seconda delle dimensioni, poteva essere brandita ad una o due mani ed era destinata o a garantire la possibilità di attacchi veloci e ripetuti o attacchi potenti, volti ad abbattere o debilitare l'avversario.
Le asce da battaglia con testa metallica a mezza luna, diffusesi in Europa durante il periodo romano, erano solitamente in ferro battuto con un bordo di acciaio al carbonio o, caso tipico delle asce medievali, in acciaio puro. Il manico in legno venne rinforzato da strisce di metallo, onde garantire maggiore solidità nel caso di un attacco portato dall'avversario sotto la testa dell'ascia. Alcuni modelli d'epoca rinascimentale presentano manico interamente in metallo.

## Bibliografia

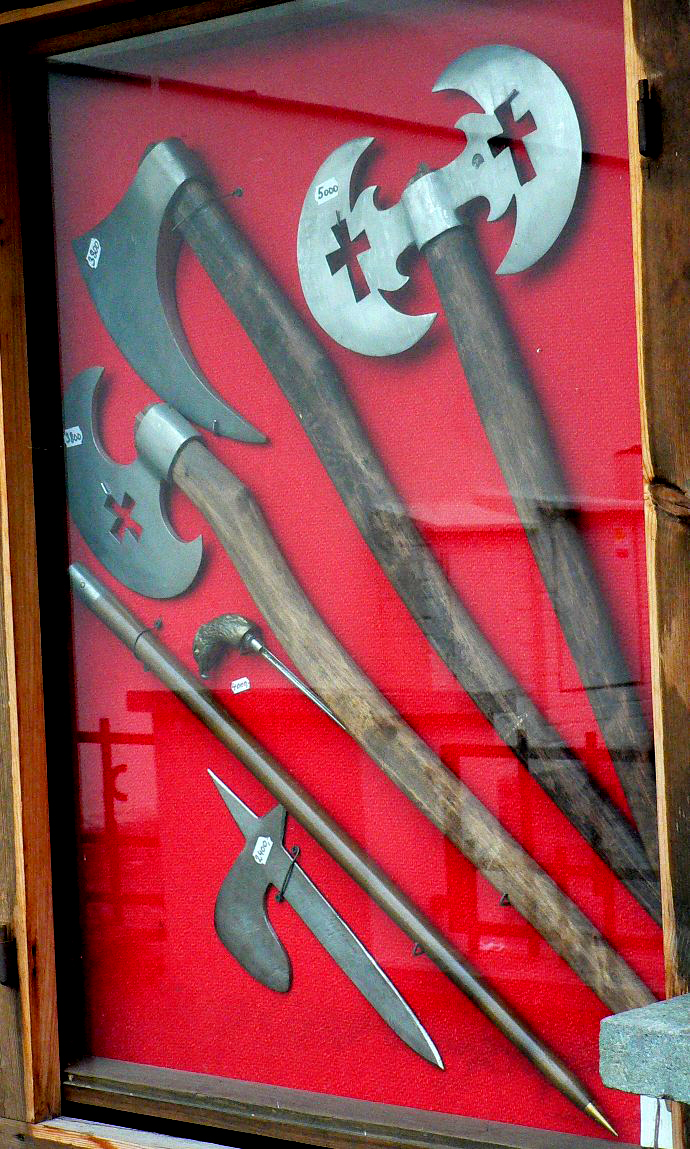
Repliche moderne di diverse asce da battaglia. Dall'alto al basso: bipenne, scure danese, mannaia.